# Kho thóc Grudziądz
Kho thóc Grudziądz (tiếng Ba Lan: Spichrze w Grudziądzu) là một phức hợp pháo đài độc đáo của các kho thóc nằm bên bờ phải của sông Vistula ở Grudziądz, Ba Lan.

## Lịch sử
Sau khi Dòng Teutonic thành lập khu định cư Grudziądz ngày nay vào năm 1291, Dòng bắt đầu xây dựng các công sự bao trùm thị trấn vào thế kỷ XIV. Trước đây, một loạt các công sự đã tồn tại trên một khu vực khan hiếm ở phía tây của khu định cư. Đó là vào những năm 1346-51, vựa thóc đầu tiên, Bornwald Granary, được xây dựng, tiếp theo thêm một vài cái nữa vào năm 1364. Đến năm 1504, xung quanh Phố Spichrzowa hiện đại (PhốGranary), mười bốn vựa đã được xây dựng, phản ánh tầm quan trọng của Grudziądz trong thương mại thủ công trong khu vực. Một thế kỷ sau, ở đây có 16 vựa lúa. Việc xây dựng các vựa lúa trên đỉnh của các bức tường thị trấn dọc theo sông Vistula đã được thực hiện để gần với cảng sông, và do đó tận dụng lợi thế buôn bán ngũ cốc hưng thịnh. Do độ cao khác nhau của thị trấn và dòng sông, các vựa lúa, từ phía sông trông giống như những tòa nhà nhiều tầng hùng vĩ, từ phía thị trấn chỉ có một hoặc hai tầng.
Khác với mục đích kinh doanh ngũ cốc, các vựa lúa thực hiện các chức năng khác nhau, tức là một trong những vựa lúa, giữa năm 1603 và 1608 (hoặc 1618) được dùng làm nơi thờ cúng của người Luther. Trong thời kỳ Deluge dưới bàn tay của người Thụy Điển, hầu hết các vựa lúa đã bị thiêu rụi và chỉ có sáu người sống sót trong cuộc bao vây Grudziądz của Thụy Điển. Việc xây dựng lại kéo dài đến thế kỷ thứ mười tám, do đó, liên quan đến các kế hoạch kho thóc trước đây, những công trình được xây dựng lại đã được mở rộng hơn, bao gồm từng lô đất nhỏ. Sau đó, thế kỷ XIX, các khung nhà kho thóc tiếp theo đã được xây dựng dọc theo bờ sông và bờ sông (hiện không tồn tại). Năm kho thóc bị đốt cháy vào năm 1903, một số được sử dụng làm nhà ở thông qua việc mở rộng cửa sổ và tạo ban công trên mỗi độ cao.

Một cuộc sát thương khổng lồ đã xảy ra trong cuộc tấn công cuối cùng của Liên Xô trong chiến dịch Vistula-Oder năm 1945. Các kho thóc được xây dựng lại từ năm 1946 đến 1966. Hiện tại, một số tòa nhà dạng hạt vẫn thực hiện chức năng lưu trữ của chúng, một số đã được điều chỉnh để sử dụng định cư, trong khi một số khác được Bảo tàng Grudziądz sở hữu. 

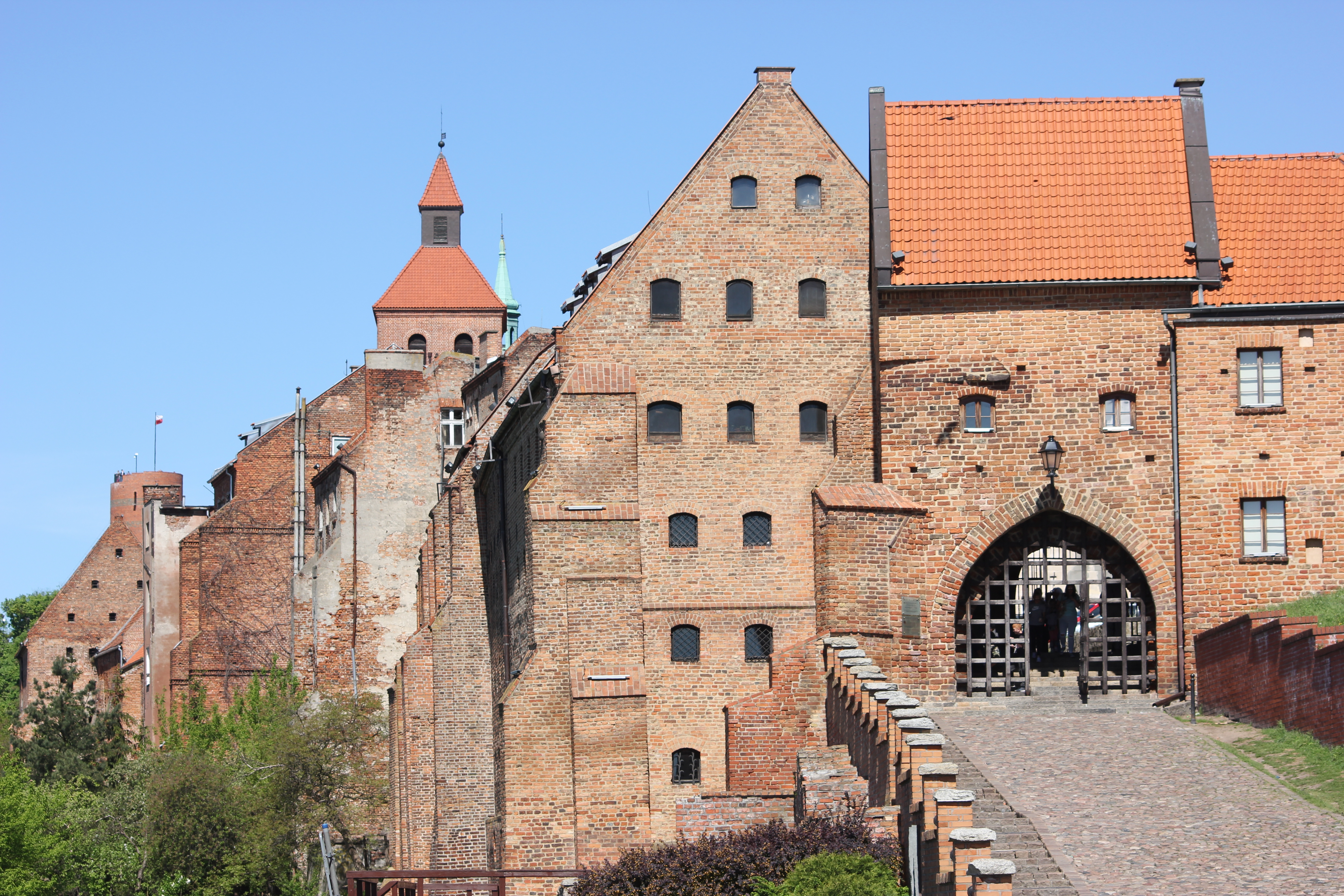
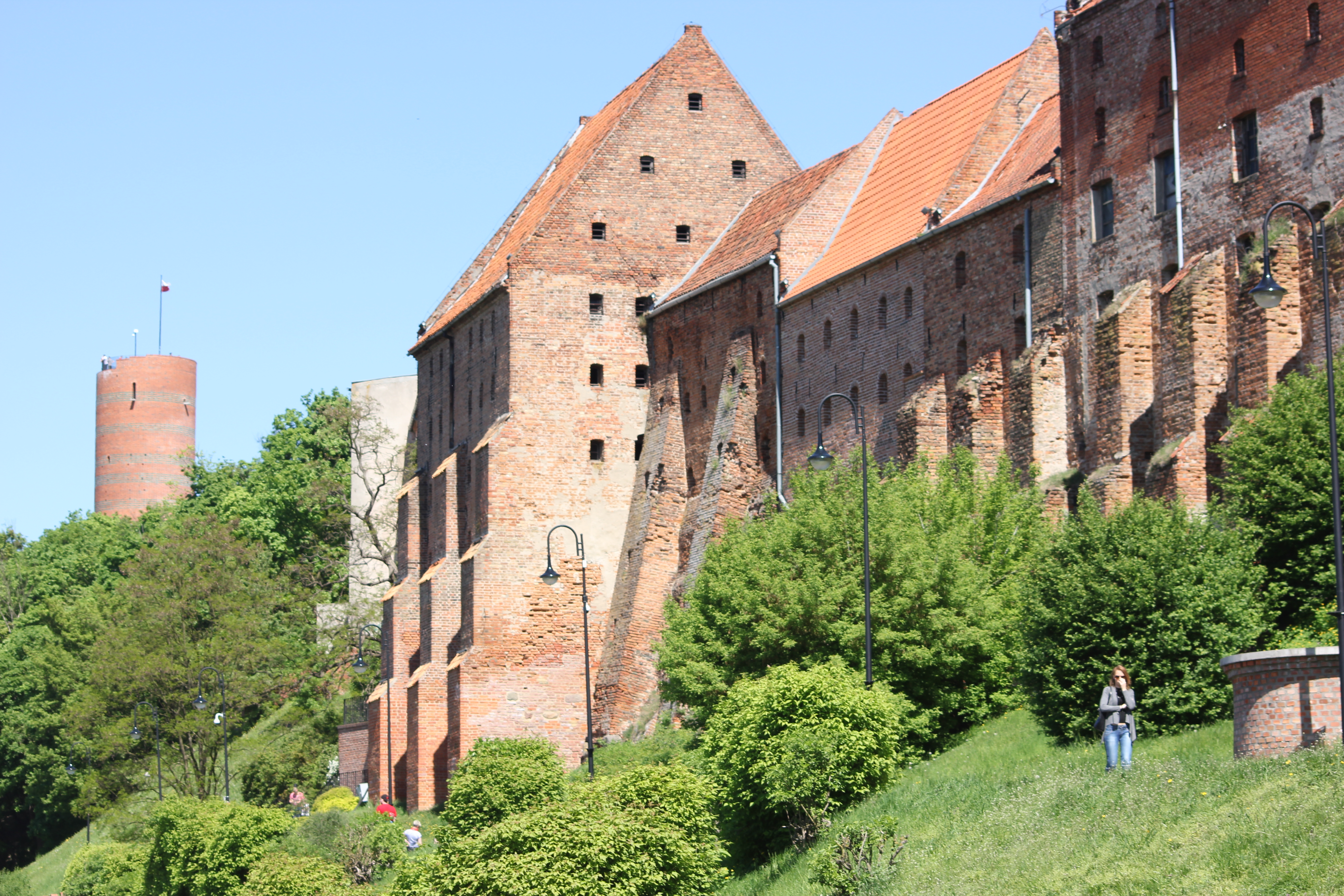
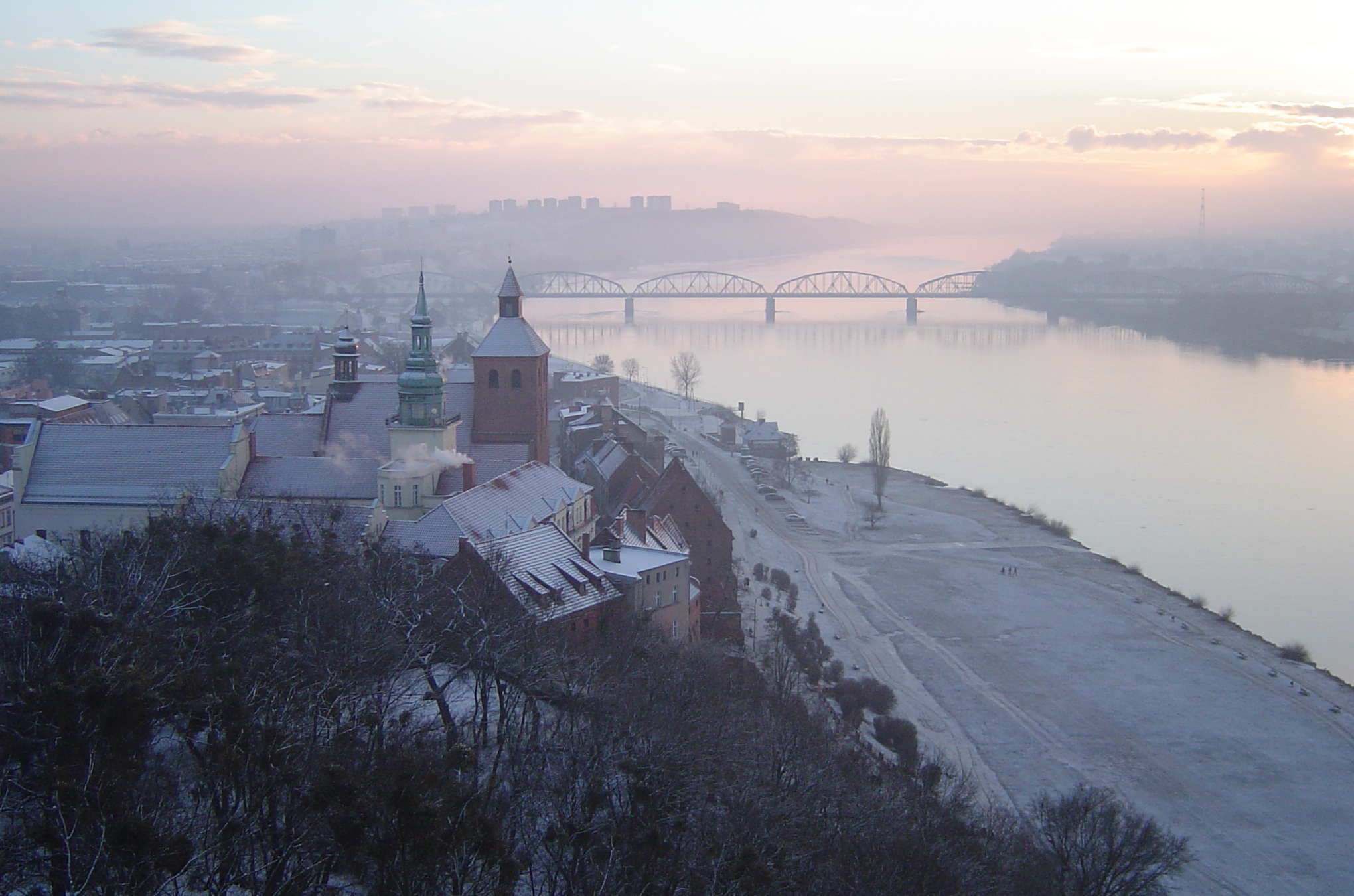
Nhìn về phía nam từ Tháp Klimek trên Sông Vistula và Cầu Bronisław Malinowski
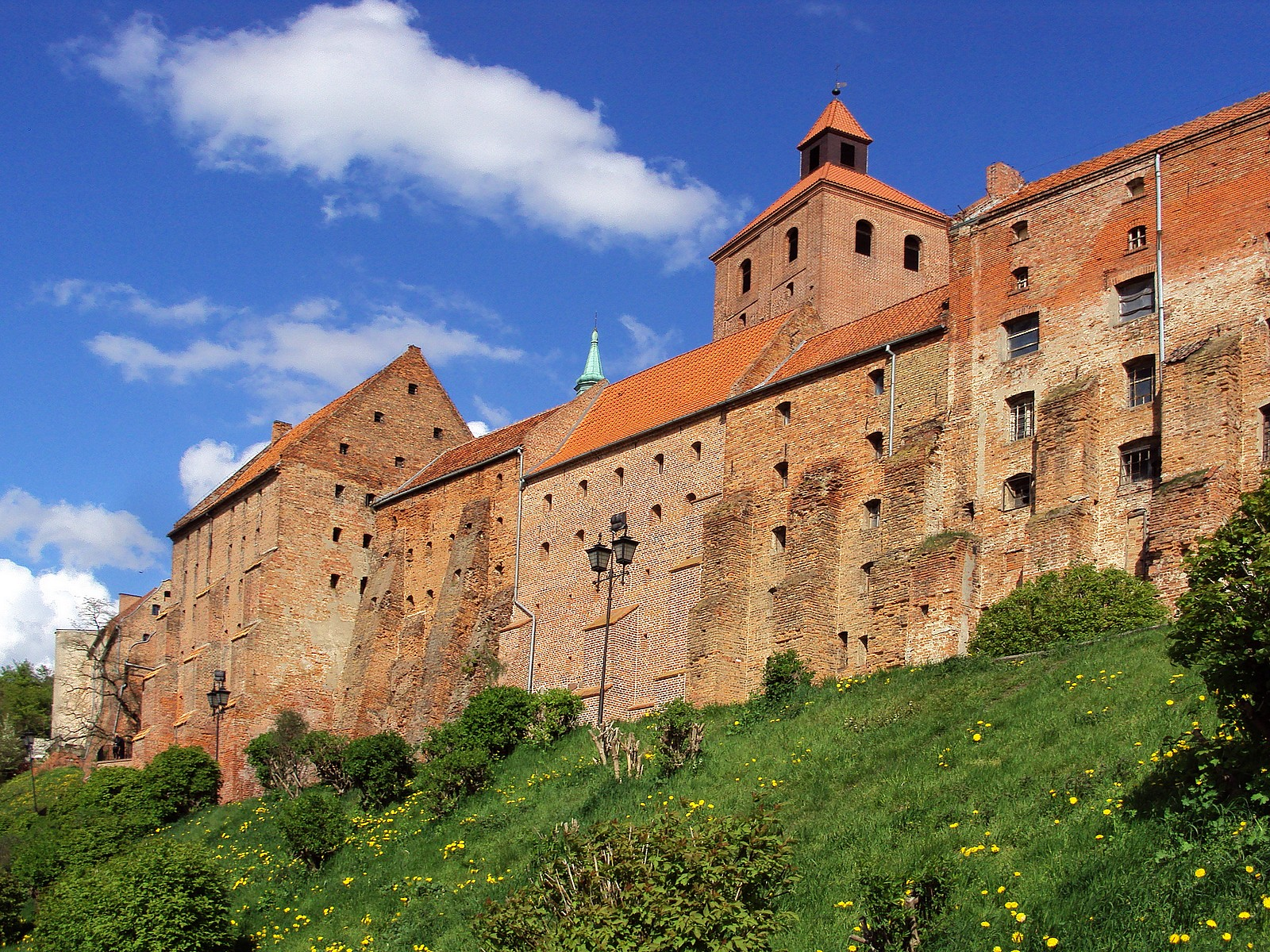
Nhìn từ Đại lộ Vistulan
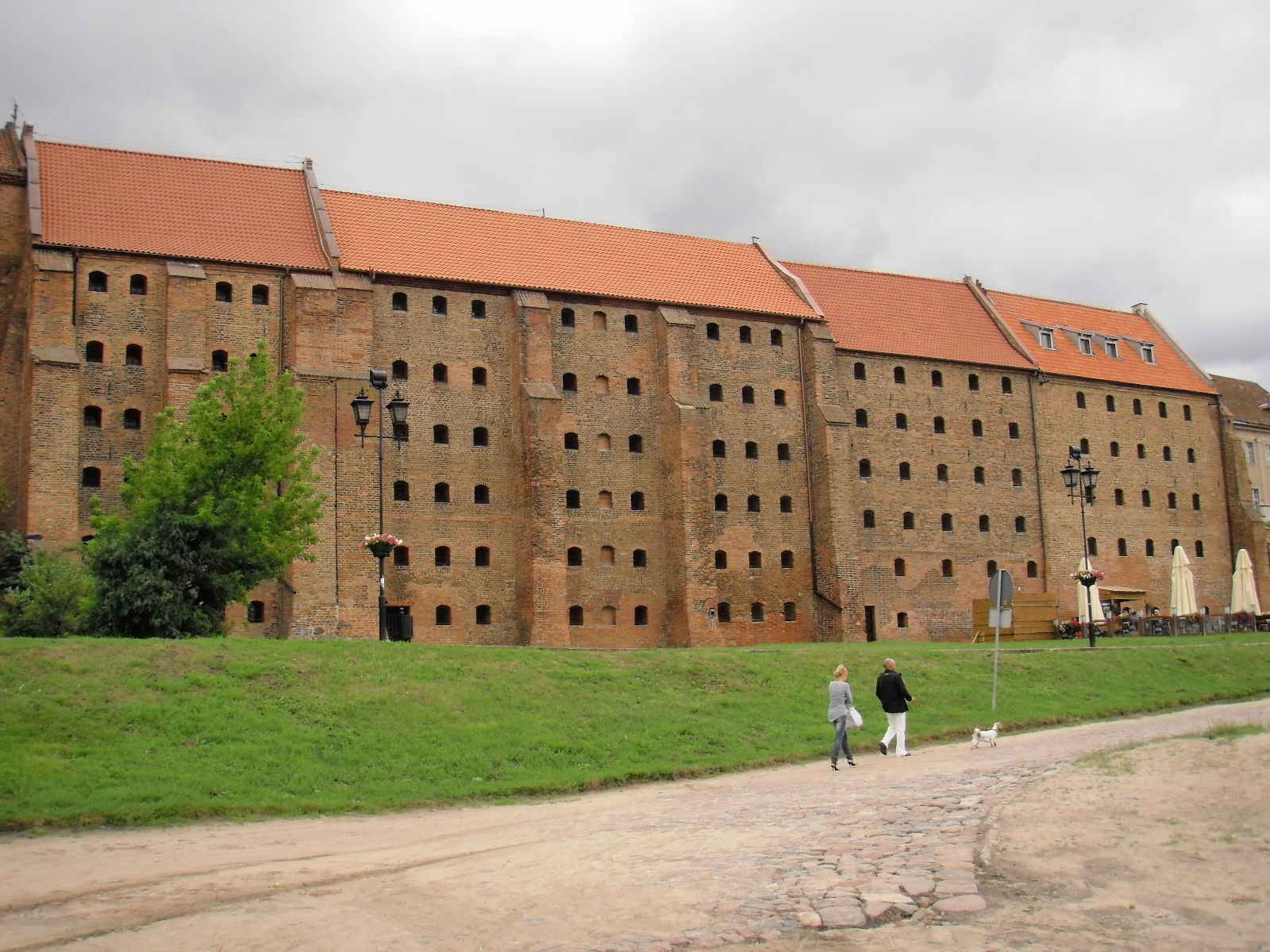
Kho thóc ở quận Staromiejska
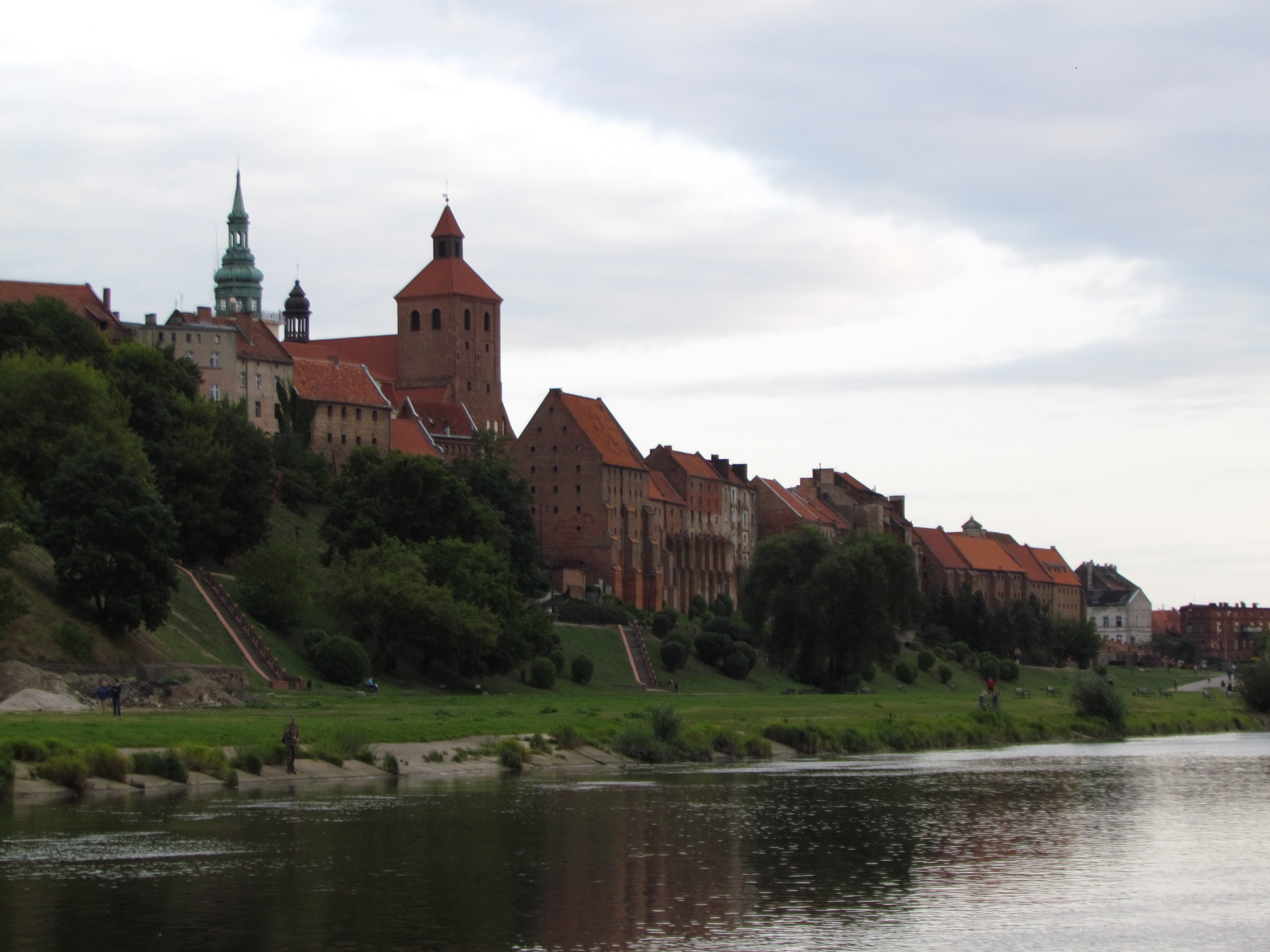
Quang cảnh bờ phải của sông Vistula và Grudziądz